# Stazione di Torre Orsaia
Stazione di Torre Orsaia vasútállomás Olaszországban, Torre Orsaia településen.

## Vasútvonalak
Az állomást az alábbi vasútvonalak érintik:
- Battipaglia–Reggio di Calabria-vasútvonal

## Kapcsolódó állomások
A vasútállomáshoz az alábbi állomások vannak a legközelebb:
- Stazione di Celle Bulgheria-Roccagloriosa
- Stazione di Policastro Bussentino